# Juozas Naujalis

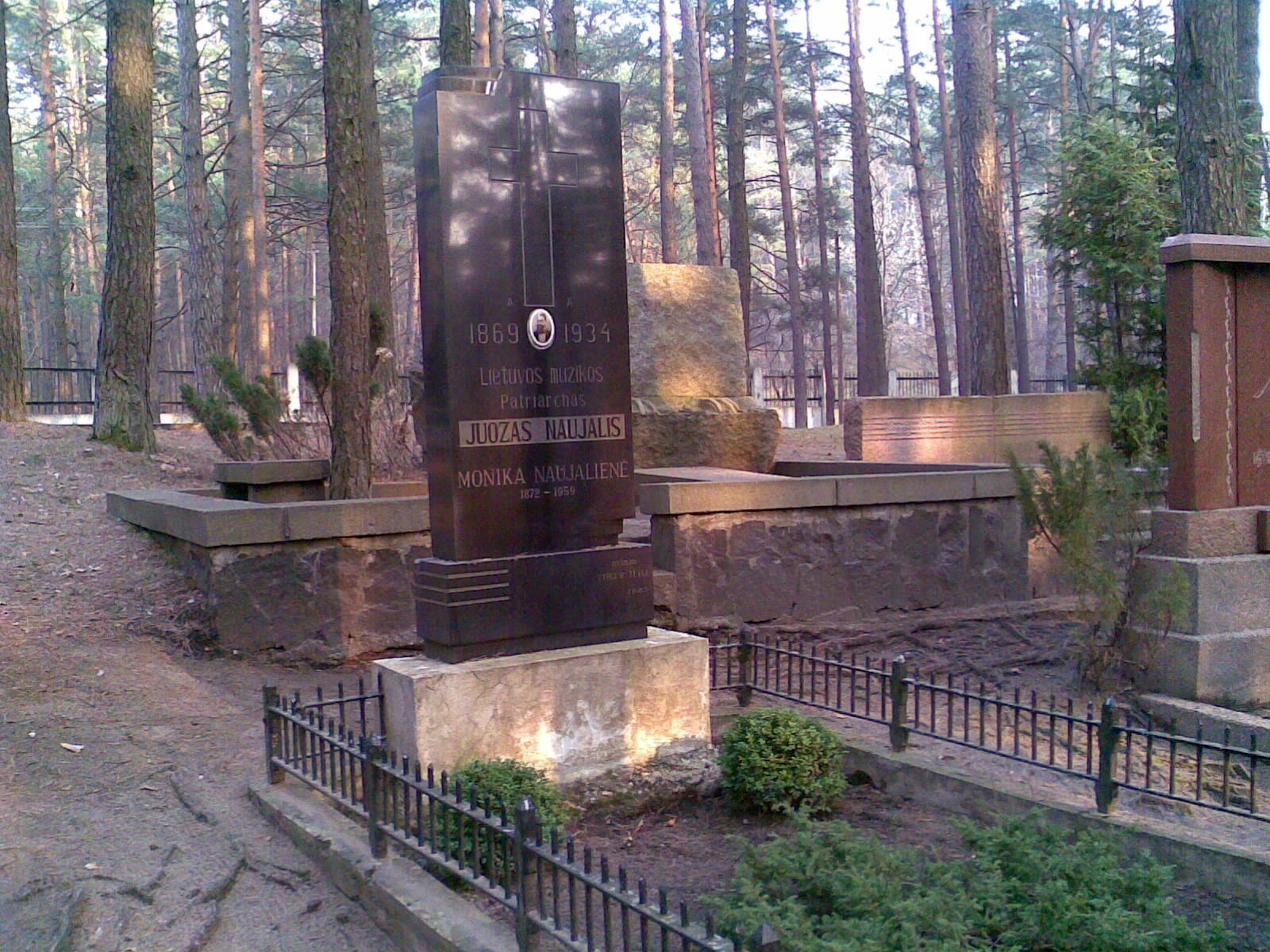
Grób Juozasa Naujalisa

Juozas Naujalis, także Józef Nowialis, Joseph Nowialis, ros. Юозас Науялис (ur. 9 kwietnia 1869 w Czerwonym Dworze na Litwie, zm. 9 września 1934 w Kownie) – litewski kompozytor, organista, dyrygent chóralny i pedagog.

## Życiorys
Pochodził z biednej chłopskiej rodziny. Podstaw muzyki uczył się u miejscowego organisty . W 1884, dzięki wsparciu finansowemu hrabiego Józefa Tyszkiewicza (lit. Juozapas Tiškevičius), wyjechał do Polski, żeby studiować w Instytucie Muzycznym w Warszawie  grę organową w klasie Jana Śliwińskiego, którą ukończył w 1889. Następnie przez rok studiował kompozycję u Zygmunta Noskowskiego  .
W 1891 wyjechał do Kowna, gdzie otrzymał posadę organisty i chórmistrza w kowieńskiej katedrze. Stanowisko to piastował do końca życia. W 1894 wyjechał na pół roku do Niemiec, by studiować w Szkole Muzyki Kościelnej w Ratyzbonie u Franza Xavera Haberla . Po powrocie do Kowna wprowadził w katedrze chorał gregoriański .
Był współzałożycielem Litewskiego Stowarzyszenia Organistów im. św. Grzegorza w Kownie. W 1913 złożył szkołę organistów J. Naujalisa, w której był dyrektorem i pedagogiem. Pracował również jako nauczyciel w Wilnie, gdzie mieszkał w latach 1914–1916 . W 1919 założył kowieńską szkołę muzyczną , w której nauczano na poziomie szkoły wyższej. W 1933 została ona przemianowana na konserwatorium w Kownie, a Naujalis objął stanowisko dyrektora. Nadano mu również tytuł profesora, który otrzymał jako pierwszy litewski muzyk .
Naujalis podejmował działania łagodzące skutki rusyfikacji Litwinów po powstaniu styczniowym. Założył pierwszą litewską księgarnię i wydawał „Vargonininkas” (pol. organista), pierwszy na Litwie periodyk muzyczny . W 1898 potajemnie założył litewskie towarzystwo śpiewacze „Daina” (pol. pieśń)  , które odegrało kluczową rolę w krzewieniu litewskiej muzyki narodowej. W 1905 towarzystwo zorganizowało pierwszy publiczny wieczór litewski, a w 1924 pierwszy litewski festiwal piosenki z Naujalisem jako głównym dyrygentem .

## Twórczość
Komponował głównie muzykę religijną – instrumentalną, wokalną i wokalno-instrumentalną – obejmującą 13 mszy, 23 motety, hymny, psalmy i inne utwory liturgiczne . Preferował klasyczną harmonię i nie akceptował innowacji w języku muzycznym. W jego spuściźnie poczytne miejsce zajmuje muzyka chóralna, zachowało się 27 oryginalnych pieśni i 17 harmonizacji pieśni ludowych. Główną cechą wyróżniającą jest ich melodyjność. Większość ma postać stroficzną, strukturę homofoniczną i często bazuje na stałej rytmicznej formule. Świecka muzyka instrumentalna Naujalisa obejmuje 45 kompozycji na organy, fortepian i orkiestrę. W sumie skomponował ponad 150 utworów.

## Odznaczenia
- Krzyż Wielki Komandorski Orderu Wielkiego Księcia Giedymina (1931)[5]
- Krzyż Komandorski Orderu Wielkiego Księcia Giedymina (1930)[5]
- Krzyż Komandorski Orderu Korony Włoch (1928)[5]